# Republic RC-3 Seabee
Republic RC-3 Seabee — американський легкий літак-амфібія. Розробник і виробник — компанія Republic Aircraft Corporation. 
Випускався в 1946-1947 рр., всього побудовано 1060 літаків. 
Широко застосовувався в цивільній авіації загального призначення, обмежено експлуатувався у ВПС декількох країн.

## Розробка

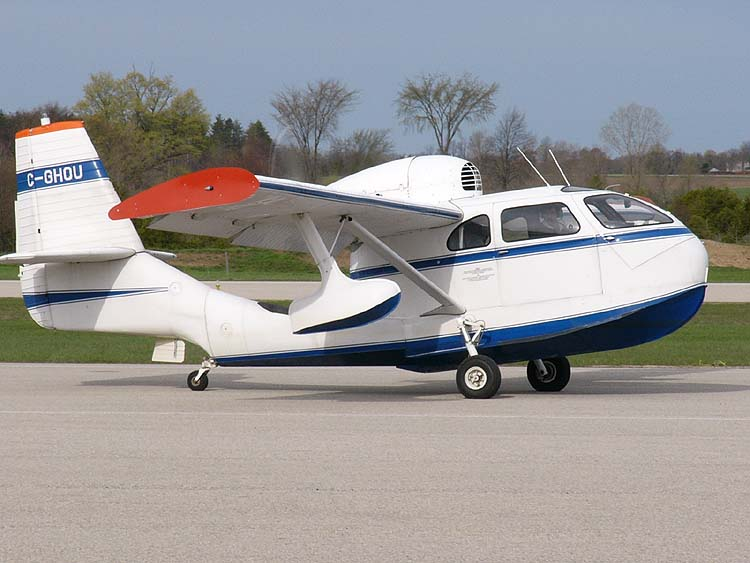
Republic RC-3 Seabee

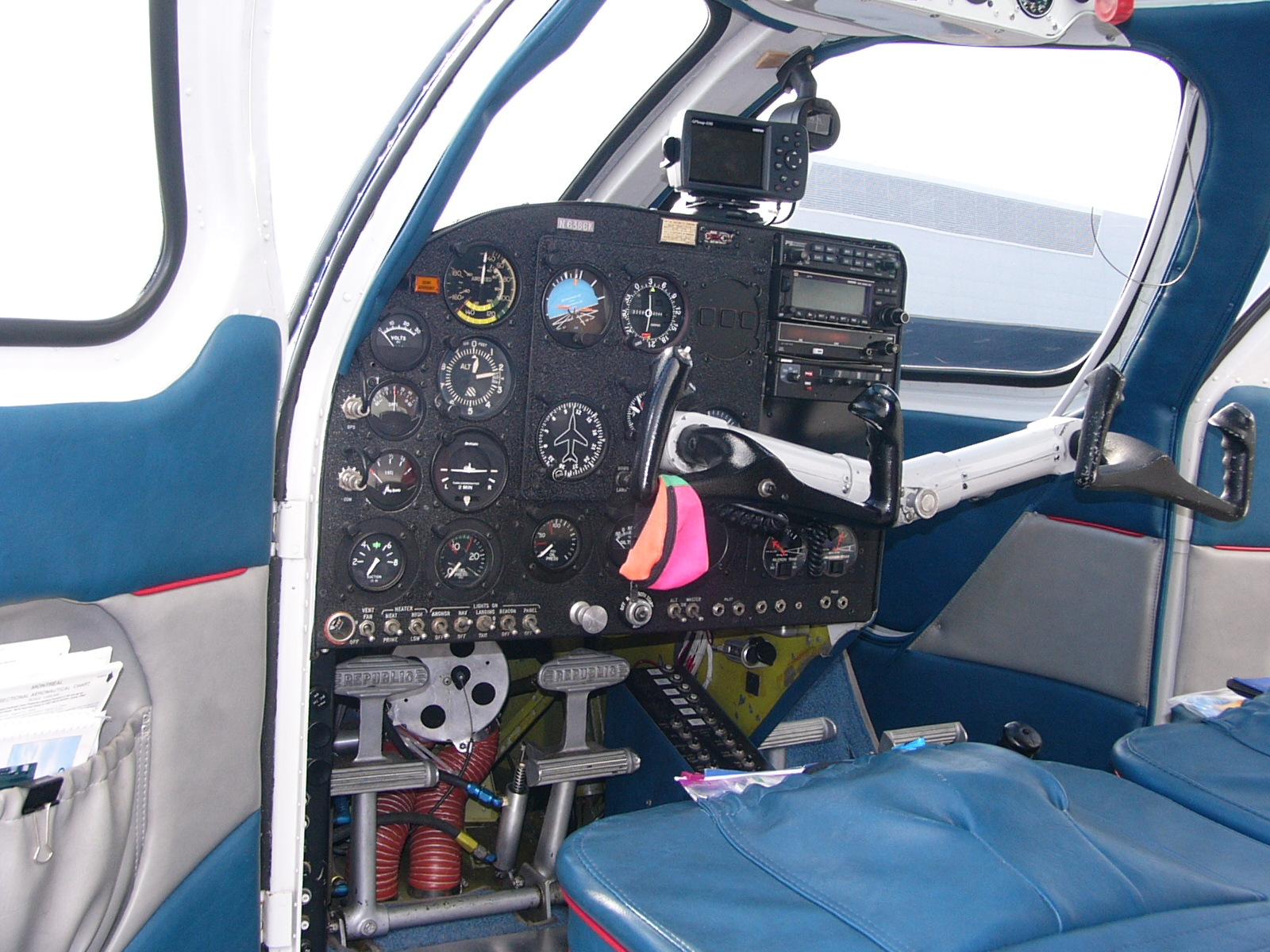
Кабіна Republic RC-3 Seabee

Початком історії створення літака можна вважати 1937 рік, коли два інженера — Vincent A. Larsen, колишній працівник фірми Sikorsky, і досвідчений любитель авіабудування Percival Hopkins Spencer, співробітник Republic Aircraft, об'єдналися для створення літака-амфібії Spencer-Larsen SL-12C. Робота йшла повільно.
У 1940 році Спенсер пішов з проекту і заснував власну фірму. Результатом робіт був прототип літака Spencer S-12 Air Car Amphibian. 
Перший політ прототип здійнив 8 серпня 1941 року. Машина являла собою двомісну амфібію-високоплан із штовхаючим гвинтом — за такою схемою згодом і був створений серійний Republic RC-3.
У квітні 1943 Спенсер покинув Republic Aircraft і перейшов у фірму Mills Novelty Company of Chicago, яка мала намір використовувати новий літак в рекламних цілях. Побудований прототип привернув увагу можливих замовників. Зважаючи на значний потенціал машини, компанія Republic викупила права на літак і розробила його суцільнометалевий варіант: цей прототип, Model RC-1 Thunderbolt Amphibian, здійснив перший політ 30 листопада 1944 року. Пілотом був сам Спенсер.
До кінця 1944 фірма Republic отримала 1972 цивільних замовлення на літаки (за ціною 3500 дол. за машину, згодом частину замовлень скасували). Літаком зацікавилися і військові відомства — авіація армії і флоту. Надійшли замовлення від армійської авіації на варіант літака для пошуково-рятувальних операцій.

## Конструкція
Поршневий високоплан із штовхаючим гвинтом. Суцільнометалевий.

## Виробництво
Перший літак серійного випуску був випущений у березні 1946 р. і поставлений покупцеві в липні. Серійне виробництво тривало до жовтня 1947, коли через брак виробничих потужностей (зайнятих іншими літаками, зокрема — військовими), фірма припинила випуск Seabee. Загальний випуск склав 1060 машин. 
Продажна ціна літака зросла в ході виробництва з 4495 доларів в липні 1946 до 6000 дол. у листопаді 1946. Така ціна була досить привабливою для суцільнометалевої амфібії у ті часи. Останній літак проданий в 1948 р.

## Експлуатація
Літак став популярним в США і Канаді, ряді інших країн, де була довга берегова лінія, велика кількість річок і озер, важкодоступні лісові і тайгові місцевості, де легкий літак-амфібія був найзручнішим в якості транспортного засобу. Всього 108 літаків були поставлені на експорт, зокрема, до Бразилії, Панами, на Кубу, в Уругвай, Колумбію, Мексику, Перу, Венесуелу, Чилі, Аргентину, Фіджі, Велику Британію, Норвегію та Швецію. Машина в основному експлуатувалася в авіації загального призначення приватними власниками.
До 2006 року понад 250 літаків Seabee знаходяться в експлуатації, кілька з них — у комерційній, як авіатаксі і для транспортного обслуговування малоосвоєних територій.
Частина літаків експлуатувалася військовими відомствами США, Ізраїлю (1 літак), Парагваю, Південного В'єтнаму.

### В Україні
Після 2000-х один літак купили на Алясці і пригнали в Україну. Він знаходиться на аеродромі в Житомирі. Станом на 2019 рік літаку виповнилося 72 роки, він в хорошому стані. Це один з найстаріших літаків України, з тих, що літають.

## Льотно-технічні характеристики
- Екіпаж-1 пілот, 3 пасажира
- Довжина: 8,5 м
- Розмах крил: 11 м
- Висота: 3 м
- Вага (порожній): 933 кг
- Вага (максимальна злітна): 1 429 кг
- Двигун: × 1 ПД Franklin 6A8-215-B8F або 6A8-215-B9F, 6-циліндровий горизонтальний опозитний, потужність 215 к.с.
- Максимальна швидкість: 238 км/год
- Посадкова швидкість: 58 mph (93 км/год)
- Дальність: 850 км
- Практична стеля: 4000 м
- Довжина розбігу з максимальним завантаженням: 244 м (земля), 305 м (вода)